# کودک و فرشته
کودک و فرشته فیلمی به کارگردانی مسعود نقاش زاده و نویسندگی محمدرضا گوهری ساختهٔ سال ۱۳۸۷ است.
فیلم روایتی است از مقاومت مردم خرمشهر در روزهای اول جنگ ایران و عراق، که برای اولین بار در بیست و هفتمین جشنوارة بین‌المللی فیلم فجر نمایش داده شد و برنده ۷ جایزه از مراسم تجلی اراده ملی بیست و هفتمین جشنوارة بین‌المللی فیلم فجر شد. همچنین برنده ۵ جایزه از بیست و سومین جشنواره بین‌المللی فیلم‌های کودکان و نوجوانان، از جمله بهترین فیلم بلند آسیایی و بهترین فیلم ایرانی شد.

## بازیگران
- مونا احمدی
- محمدرضا زادسرور
- افشین هاشمی
- شبنم مقدمی
- مالک سراج
- علیرضا حسینی
- سیما خضرآبادی
- سودابه بیضایی
- قاسم زارع